# كأس الخليج للمنتخبات الأولمبية 2008
أقيمت بطولة كأس الخليج للمنتخبات الأولمبية للمرة الأولى في عام 2008، وقد اقيمت البطولة في الرياض في المملكة العربية السعودية، قد أقيمت البطولة بنظام الدوري من دور واحد، ويفوز في البطولة من يحصل على أكبر عدد من النقاط، وقد انسحب منتخب الإمارات لكرة القدم قبل بدء البطولة، وقد فاز بلقب البطولة منتخب السعودية لكرة القدم بعد جمعه 10 نقاط، وقد حصل حامد إسماعيل ويوسف السالم وموسى العلاق على لقب الهداف برصيد 3 أهداف.

## الفرق المشاركة
- السعودية
- الكويت
- قطر
- البحرين
- عمان

## البطولة
| السعودية    | 0:1 | عمان |
| ----------- | --- | ---- |
| يوسف السالم |     |      |

.
| الكويت                      | 1:2 | قطر          |
| --------------------------- | --- | ------------ |
| عبد الرحمن العوضي مرزوق زكي |     | حامد إسماعيل |

.
| البحرين                    | 1:2 | عمان                  |
| -------------------------- | --- | --------------------- |
| عبد الله الدخيل مسعود قمبر |     | محمد عبد الله البلوشي |

.
| قطر                       | 2:2 | السعودية                             |
| ------------------------- | --- | ------------------------------------ |
| حامد إسماعيل محمد اليزيدي |     | عبد العزيز الدوسري عبد العزيز الكلثم |

.
| البحرين                                   | 1:3 | الكويت       |
| ----------------------------------------- | --- | ------------ |
| عبد الله الدخيل علي السيد عيسى محمود عباس |     | محمد الهدهود |

.
| قطر                                | 0:4 | عمان |
| ---------------------------------- | --- | ---- |
| حامد إسماعيل أحمد لطفي موسى العلاق |     |      |

.
| السعودية                | 0:3 | الكويت |
| ----------------------- | --- | ------ |
| محسن القرني يوسف السالم |     |        |

.
| البحرين    | 1:1 | قطر         |
| ---------- | --- | ----------- |
| محمود عباس |     | موسى العلاق |

.
| عمان                                      | 0:3 | الكويت |
| ----------------------------------------- | --- | ------ |
| خالد الغيلاني عبد الله المخيني يونس مبارك |     |        |

.
| البحرين | 1:0 | السعودية    |
| ------- | --- | ----------- |
|         |     | جفين البيشي |

.

## الترتيب النهائي
| الفريق   | الترتيب | لعب | فوز | تعادل | خسارة | له من الأهداف | عليه من الأهداف | +/- | نقاط |
| -------- | ------- | --- | --- | ----- | ----- | ------------- | --------------- | --- | ---- |
| السعودية | 1       | 4   | 3   | 1     | 0     | 7             | 2               | +5  | 10   |
| البحرين  | 2       | 4   | 2   | 1     | 1     | 6             | 4               | +2  | 7    |
| قطر      | 3       | 4   | 1   | 2     | 1     | 8             | 5               | +3  | 5    |
| عمان     | 4       | 4   | 1   | 0     | 3     | 4             | 7               | −4  | 3    |
| الكويت   | 5       | 4   | 1   | 0     | 3     | 3             | 10              | −3  | 3    |

## الهداف
ثلاثة أهداف
- حامد إسماعيل
- يوسف السالم
- موسى العلاق

هدفين
- عبد الله الدخيل
- محمود عباس

هدف واحد
- مسعود قمبر
- عبد الرحمن العوضي
- مرزوق زكي
- محمد عبد الله البلوشي
- محمد اليزيدي
- عبد العزيز الدوسري
- عبد العزيز الكلثم
- محمد الهدهود
- علي السيد عيسى
- أحمد لطفي
- محسن القرني
- خالد الغيلاني
- عبد الله المخيني
- يونس مبارك
- جفين البيشي